# مسجد فخرالدین
مسجد فخرالدینمسجدی در دیر القمر در لبنان است. این مسجد در سال ۱۴۹۳ ساخته شد و قدیمی‌ترین مسجد منطقه و استان جبال لبنان به شمار می‌رود.